# Río Mahavavy

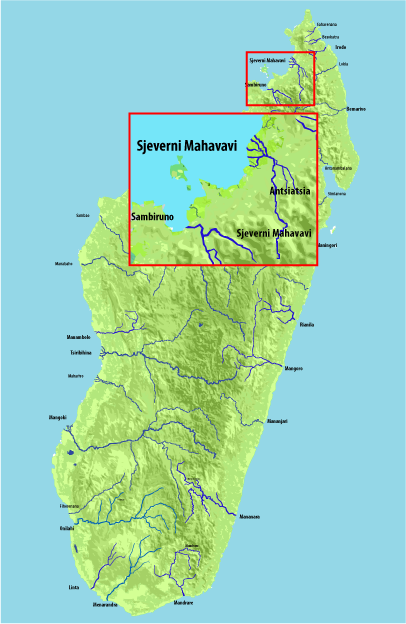
Cuenca del río Mahavavy

El río Mahavavy es un río del norte de Madagascar en la región de Diana. Tiene sus fuentes en el pico Maromokotro en el macizo Tsaratanana y fluye al Norte al Océano Índico.
La principal ciudad a lo largo de este río es Ambilobe.
El río cruza una llanura muy fértil y sus aguas se utilizan para el riego de 5.500 ha, la mayoría de ellas plantadas con algodón. Su delta en el Océano Índico cubre 500 km².